# Geoffrey Gete
Geoffrey Lego Gete (3 agosto 1986) è un calciatore vanuatuano, difensore del Tafea.

## Caratteristiche tecniche
È un difensore centrale.

## Carriera

### Club
Comincia a giocare al Siaraga. Nel 2006 viene acquistato dal Tafea.

### Nazionale
Ha debuttato in Nazionale nel 2004. Ha messo a segno la sua prima rete con la maglia della nazionale il 17 luglio 2007, nell'amichevole Nuova Caledonia-Vanuatu (5-3), in cui ha siglato la rete del momentaneo 0-1. Ha partecipato, con la nazionale, alla Coppa delle nazioni oceaniane 2004 e alla Coppa delle nazioni oceaniane 2008. Ha collezionato in totale, con la maglia della nazionale, 19 presenze e una rete.